# Daniel Simiu Ebenyo

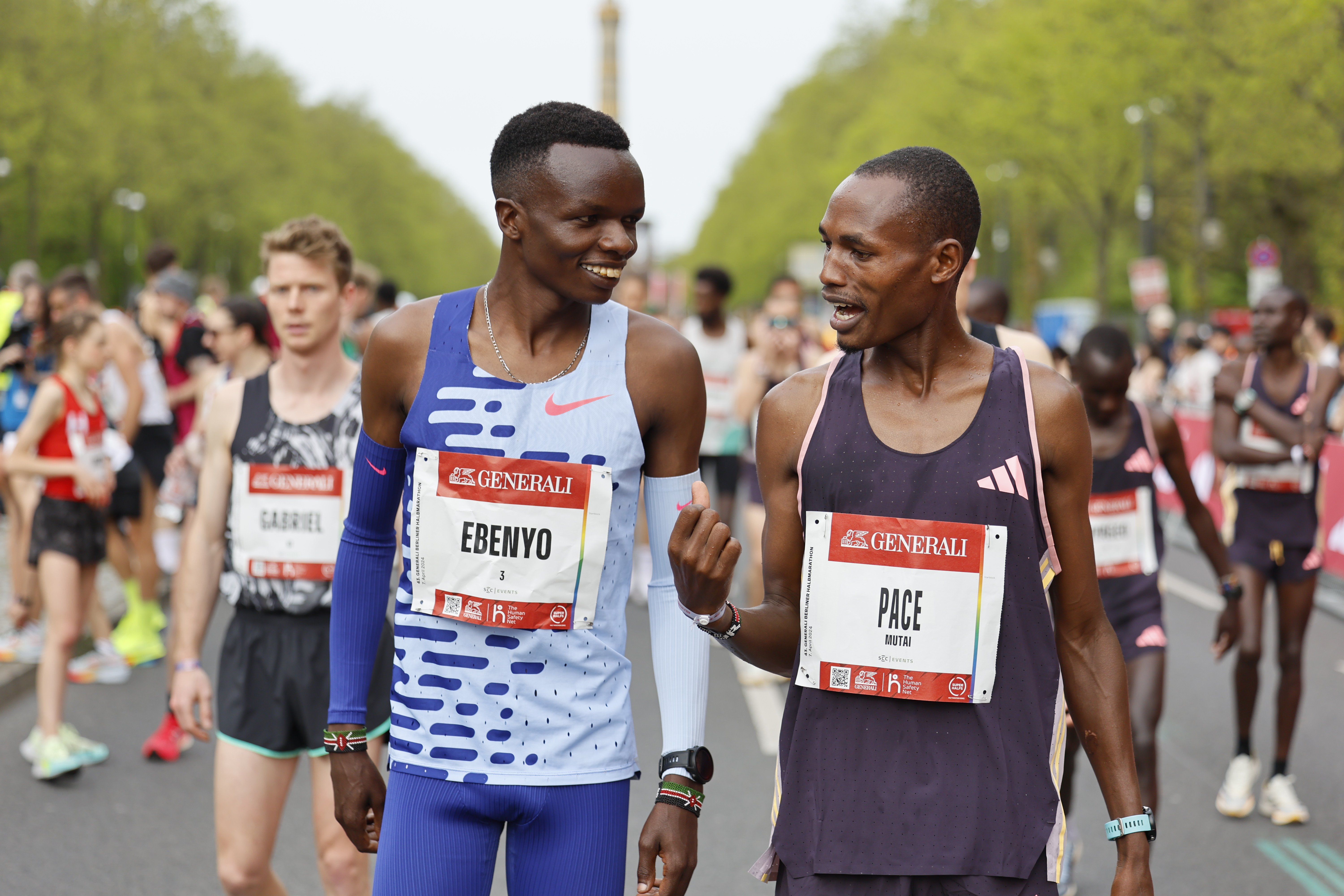
Daniel Ebenyo (l.), Sieger Halbmarathon Berlin 2024

Daniel Simiu Ebenyo (* 18. September 1995 in Baragoi) ist ein kenianischer Leichtathlet, der sich auf den Langstreckenlauf spezialisiert hat. 2023 gewann er die Silbermedaille im 10.000-Meter-Lauf bei den Weltmeisterschaften in Budapest.

## Leben
Daniel Simiu Ebenyo wurde in Baragoi, im zentralgelegenen kenianischen Samburu County, geboren. Das Aufwachsen in der Region war durch die Präsenz krimineller Banden geprägt. Dort begann er zunächst mit dem Fußballspielen. Um am Unterricht der weiterführenden Schule teilnehmen zu können, musste er zweimal täglich 24 km zurücklegen und dabei nicht selten Bandenmitglieder umgehen. Dadurch entwickelte er sein läuferisches Können. Bald darauf trat er für seine Schule bei lokalen Wettkämpfen an. Nach dem Schulabschluss im Jahr 2016 folgte er seiner älteren Schwester, der Läuferin Pauline Eskon, nach Iten. Dort fand er, aufgrund der Höhe Itens, deutlich bessere und sicherere Trainingsbedingungen vor.

## Sportliche Laufbahn
Ebenyo nahm im Jahr 2019 zum ersten Mal an den Kenianischen Meisterschaften teil und konnte in 13:25,92 min über 5000 Meter die Goldmedaille gewinnen. Mitte September nahm er an den Kenianischen Ausscheidungswettbewerben für die Weltmeisterschaften in Doha teil. Er belegte den zweiten Platz über 5000 Meter und qualifizierte sich damit teamintern für seine ersten Weltmeisterschaften. Kurz vor dem Beginn der Weltmeisterschaften wurde er allerdings, zusammen mit dem Erstplatzierten Michael Kibet, von der Teilnahme ausgeschlossen. Beide Athleten hatten laut Athletics Integrity Unit zuvor nicht die erforderliche Anzahl von insgesamt vier Dopingproben vorzuweisen. Er gab später an, dass das Versäumnis nicht auf ihn zurückzuführen sei, da man ihn von Verbandsseite weder über die Regularien informierte, noch dazu er als relativ unbekannter Läufer nicht dem regulären Testpool der Topathleten angehörte und man intern nicht davon ausging, dass er sich für internationale Meisterschaften qualifizieren würde. Aus Enttäuschung über die Vorkommnisse, wechselte er zwischenzeitlich von der Bahn zu den Straßenläufen.
2020 siegte Ebenyo im September beim Berlin 10k Invitational. Die Saison über trainierte er weitestgehend alleine, nachdem aufgrund der Corona-Pandemie alle Trainingscamps in Kenia vorübergehend schließend mussten. Bei Wettkämpfen im In- und Ausland versuchte er sich die Fitness zu holen, Teil der kenianischen Mannschaft bei den Olympischen Spielen in Tokio zu sein. Auch im März 2021 war Ebenyo beim Berlin 10k Invitational erfolgreich. Im Laufe der Saison stellte er eine Reihe von Bestzeiten über verschiedenen Distanzen auf. Nachdem er im Juni den zweiten Platz über 5000 Meter bei den Kenianischen Ausscheidungswettkämpfen belegte, qualifizierte er sich für die Olympischen Spiele. Ende Juni stellte er in der Schweiz mit 12:55,88 min seine persönliche Bestzeit auf. Anfang August ging er bei den Spielen an den Start. Er trat er im ersten der beiden Vorläufe über 5000 Meter an, verpasste es allerdings als Zehnter des Laufes sich für das Finale zu qualifizieren.
2022 trat Ebenyo bei den Hallenweltmeisterschaften in Belgrad im 3000-Meter-Lauf an. Er erreichte als Zweiter seines Vorlaufes das Finale, in dem er als Vierter die Medaillenränge knapp verpasste. Später im Juni startete er im 5000-Meter-Lauf bei den Afrikameisterschaften an und konnte in 13:38,79 min die Silbermedaille gewinnen. Einen Monat später nahm er in den USA an seinen ersten Weltmeisterschaften teil. Er erreichte das Finale, in dem er den zehnten Platz belegte. Nach den Weltmeisterschaften trat er bei den Commonwealth Games über die doppelte Distanz an und konnte mit neuer Bestzeit von 27:11,26 die Silbermedaille hinter dem Ugander Jacob Kiplimo gewinnen. 2023 feierte er mit dem Gewinn der Silbermedaille im 10.000-Meter-Lauf bei den Weltmeisterschaften in Budapest seinen bislang größten sportlichen Erfolg.

## Wichtige Wettbewerbe
| Jahr              | Veranstaltung             | Ort               | Platz             | Disziplin         | Zeit              |
| Startet für Kenia | Startet für Kenia         | Startet für Kenia | Startet für Kenia | Startet für Kenia | Startet für Kenia |
| ----------------- | ------------------------- | ----------------- | ----------------- | ----------------- | ----------------- |
| 2021              | Olympische Sommerspiele   | Tokio             | 21.               | 5000 m            | 13:41,64 min      |
| 2022              | Hallenweltmeisterschaften | Belgrad           | 4.                | 3000 m            | 7:42,97 min       |
| 2022              | Afrikameisterschaften     | Port Louis        | 2.                | 5000 m            | 13:38,79 min      |
| 2022              | Weltmeisterschaften       | Eugene            | 10.               | 5000 m            | 13:16,64 min      |
| 2022              | Commonwealth Games        | Birmingham        | 2.                | 10.000 m          | 27:11,26 min      |
| 2023              | Weltmeisterschaften       | Budapest          | 2.                | 10.000 m          | 27:52,60 min      |

## Persönliche Bestleistungen
Freiluft
- 3000 m: 7:43,79 min, 21. August 2021, Eugene
- 5000 m: 12:55,88 min, 29. Juni 2021, Luzern
- 10.000 m: 26:57,80 min, 8. September 2023, Brüssel

Straße
- 10-km-Lauf: 26:58 min, 9. Januar 2022, Valencia
- Halbmarathon: 59:04 min, 23. Dezember 2022, Manama
- Marathon: 2:06:04 h, 13. Oktober 2024, Chicago

Halle
- 3000 m: 7:37,86 min, 12. Februar 2022, Metz